# Gli assassini dell'alba
Gli assassini dell'alba è il nono libro della Saga di Darren Shan e capitolo conclusivo della trilogia de I cacciatori dell'ombra dello scrittore inglese Darren Shan.

## Trama
Darren e i suoi amici riescono a fuggire dalle fogne, ma scoprono che i Vampiri Killer hanno fatto in modo di incastrarli per gli omicidi da loro compiuti. Sono costretti a nascondersi in una casa abbandonata circondati dalla polizia, con Steve che non facilita affatto le cose. Il mezzo-Vampiro Killer riesce a fuggire e il gruppo è costretto ad arrendersi agli agenti, ma riesce a liberarsi nonostante in strada siano quasi linciati dalla folla che li ritiene gli assassini (e ha parzialmente scoperto la loro vera natura). Dopo essersi messi in salvo, la squadra cerca di rintracciare Steve in un tunnel che funge da covo per numerosi Vampiri Killer dove si trova anche Debbie prigioniera; a loro si unisce l'ispettrice di polizia Alice Burgess che, dopo averli braccati credendoli responsabili degli omicidi, è passata dalla loro parte capendo la verità. Si scatena una battaglia finché non arriva il Signore dei Vampiri Killer in persona, che proclama che lui e Crepsley dovranno affrontarsi in uno scontro diretto senza che nessun altro intervenga. Lui accetta per orgoglio e riesce a uccidere il leader nemico, ma Steve lo attacca a tradimento facendolo precipitare in un baratro irto di pali appuntiti sottostante uccidendolo in modo atroce. Crepsley si lascia morire serenamente poiché convinto di aver avuto successo nella missione e impedito la guerra ma, dopo la sua dipartita, Steve rivela a Darren che in realtà è lui il Signore dei Vampiri Killer e quello ucciso era solo un impostore volto a proteggerlo. Dopodiché fugge, lasciando Darren devastato dalla morte del suo mentore e dal fatto che ormai le possibilità di impedire la sconfitta dei vampiri sono agli sgoccioli. Debbie e Alice si uniscono ai vampiri per allenarsi e poterli assistere al meglio negli scontri futuri, mentre l'avvilito e depresso Darren decide di tornare al Circo degli Orrori.